# Katterace
En katterace er en gruppe katte med bestemte karakteristika, som er nedarvet fra forfædre, der også har disse træk (rene linjer). Racekatteorganisationer, der organiserer avl og udstillingsvirksomhed, bestemmer hvilke træk, der definerer en bestemt katterace. Stambogsførte katte vil almindeligvis have stamtavle fra een af følgende 3 organisationer: FIFe, TICA eller CFA.
Eksempler på katteracer: Norsk skovkat, Sibirisk Skovkat og Russian Blue.
| Dyr | Spire Denne artikel om dyr er en spire som bør udbygges. Du er velkommen til at hjælpe Wikipedia ved at udvide den. |